# Gustav Diettrich
Gustav Ernst Samuel Diettrich (* 13. August 1869 in Gehofen; † 24. Februar 1947 in Halle (Saale)) war ein deutscher evangelischer Pfarrer, der auch als Orientalist bekannt war.

## Leben
Diettrich war der Sohn des Gutsbesitzers und Ökonomen Gustav Diettrich aus Gehofen in der preußischen Provinz Sachsen. Nach dem Besuch des Gymnasiums in der Kreisstadt Sangerhausen studierte er Evangelische Theologie an den Universitäten Tübingen, Leipzig und Berlin. Er promovierte in Tübingen 1899 zum Dr. phil.
Seine erste Anstellung erhielt er 1893 als Hilfsprediger am Berliner Dom. Von 1894 bis 1902 war Diettrich Pfarrer der deutschen evangelischen Gemeinde zu Sydenham-London. In dieser Zeit wurde er in Berlin 1900 Lic. theol. Nach seiner Rückkehr ins Deutsche Reich wurde er 1902 Pastor an der Heilandskirche in Berlin. 1903 mischte er sich in den Babel-Bibel-Streit ein. 1907 wurde er Pfarrer der Reformationskirche in Berlin und trat am 1. Oktober 1934 in den Ruhestand. Neben seiner amtliche Tätigkeit veröffentlichte er Fachbücher, anfangs überwiegend zum Alten Testament und seiner Umwelt.

## Werke (Auswahl)
- Eine jakobitische Einleitung in den Psalter. J. Ricker’sche Verlagsbuchhandlung (A. Töpelmann), Gießen 1901.
- Ein Apparatus criticus zur Pešitto zum Propheten Jesaia. A. Töpelmann, Gießen 1905.
- Die Oden Salomos unter Berücksichtigung der überlieferten Stichengliederung. Trowitzsch, Berlin 1911.
- Mose der Prophet und sein Werk. Ein Lebensbild in 7 geistlichen Reden. Bertelsmann, Gütersloh 1913.
- Seelsorgerische Ratschläge zur Heilung seelisch bedingter Nervosität. Bertelsmann, Gütersloh 1917.
- Was lernen wir aus der Psychotherapie für die Methodik des Religionsunterrichts? Langensalza 1923.